# 朝鮮文學 (雜誌)
《朝鮮文學》原名《文化戰線》，是朝鮮民主主義人民共和國的文學藝術雜誌，為朝鮮作家同盟中央委員會主辦的機關刊物。於1948年創刊，由文學藝術綜合出版社發行。主要宣傳和解說朝鮮勞動黨的文藝政策，也刊登詩歌、小說、文學評論等。

## 外部連結
- 《朝鲜文学》杂志号召作家积极刻划新一代工人阶级的形象 （页面存档备份，存于）